# برج تلفزيون انديم
برج تلفزيون انديم هو برج تلفزيون في بيليك دوزو، اسطنبول، تركيا. تم بنائه بين عامي 1998 و 2002، ويحتوي على مطعم دوار مغلق الآن 154 متر (505 قدم) فوق سطح الأرض، وكذلك منصة مراقبة في 160 متر (520 قدم). يبلغ إجمالي ارتفاع البرج 257 متر (843 قدم) بما في ذلك الهوائي.

## تحطم مروحية
في 10 مارس 2017، اصطدمت مروحية Sikorsky S-76 المملوكة لشركة سوان للطيران بهوائي برج التلفزيون وسط ضباب كثيف وتحطمت على الطريق السريع State Road D100 القريب. قتل جميع الأشخاص السبعة الذين كانوا على متنها.

## روابط خارجية
- http://www.emporis.com/en/wm/bu/؟id=131417
- برج تلفزيون انديم  على موقع ستركتر